# Acanthoscurria melloleitaoi
Acanthoscurria melloleitaoi is een spinnensoort uit de familie van de vogelspinnen (Theraphosidae). De wetenschappelijke naam van de soort werd voor het eerst geldig gepubliceerd in 2023 door Bertani.
De soort komt voor in Brazilië.